# Raoul van Zuylen van Nyevelt

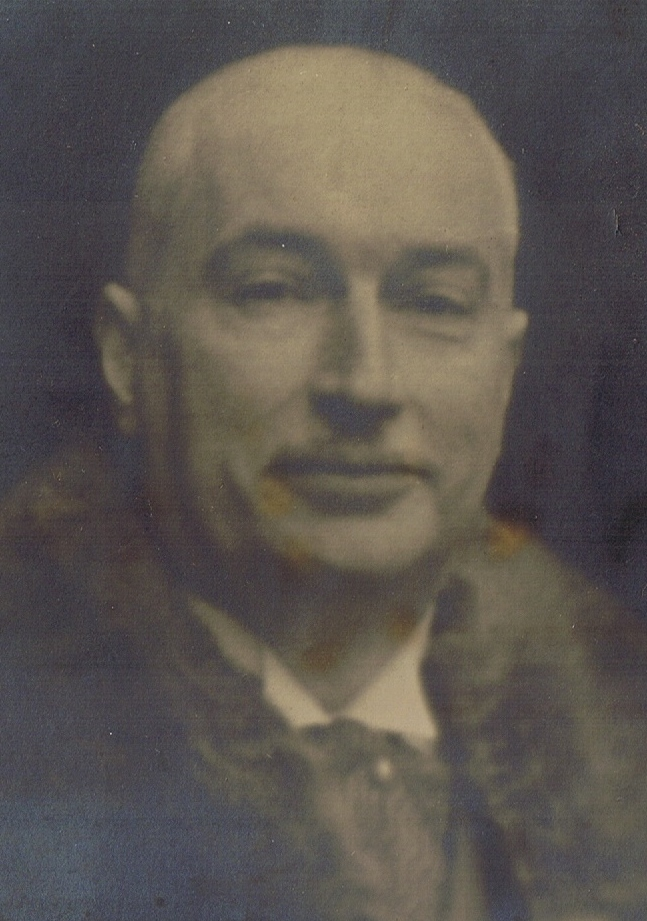
Raoul van Zuylen van Nyevelt

Raoul Hector Ludovicus Maria Ghislenus baron van Zuylen van Nyevelt (Dilbeek, 30 juni 1884 – Veldegem, 8 januari 1962) was burgemeester van de voormalige Belgische gemeente Veldegem.

## Familie
Raoul was de enige zoon van baron Georges van Zuylen van Nyevelt (Brugge, 1858 - Dilbeek, 1891) en van Alice Moeremans (Dilbeek, 1860 - Oostkamp, 1933). Hij verloor zijn vader toen hij pas zeven was en tot aan zijn meerderjarigheid stond hij onder de voogdij van zijn moeder. Een van zijn ooms was Albert van Zuylen van Nyevelt, rijksarchivaris, historicus en stoetenbouwer in Brugge. Hij was een achterkleinzoon van baron Jean-Jacques van Zuylen van Nyevelt van de Haar (1752-1846), die onder het Eerste Franse Keizerrijk en onder het Verenigd Koninkrijk der Nederlanden burgemeester van Brugge was, en die met zijn tweede echtgenote, zijn nicht Julienne van Zuylen van Nyevelt (1794-1866) tussen 1818 en 1835 dertien kinderen kreeg, onder wie, als twaalfde, Hector van Zuylen van Nyevelt (1833-1915), grootvader van Raoul.
Zijn jeugd bracht hij door op het kasteel Fosse van de familie Moeremans in Dilbeek. Hij liep middelbare school in de abdijschool van Maredsous. Hij was vierentwintig toen hij in 1908 trouwde met de tweeëntwintigjarige burggravin Marguerite de Spoelberch (Elsene, 1886 - Veldegem, 1955), dochter van burggraaf Alfred de Spoelberch (1835-1915) en van jonkvrouw Zoé de Kerchove de Denterghem (1851-1931). Het gezin bleef kinderloos.

## Veldegem
In 1913 vestigde het jonge echtpaar zich in het Kasteel Hoogveld, toen op grondgebied Ruddervoorde, door de wet van 19 november 1919 overgeheveld naar de nieuwe gemeente Veldegem. De aankoop en uitbreiding van het landgoed had ongetwijfeld veel te danken aan de rijke familie de Spoelberch.
Behalve enkele beheerdersmandaten, leefde Raoul grotendeels zonder de noodzaak een beroep uit te oefenen.
De kleine gemeente was tot stand gekomen door samenvoeging van het vroegere gehucht Veldegem van de gemeente Zedelgem (768 ha), met kleinere delen van de gemeenten Aartrijke (43 ha), Ruddervoorde (127 ha) en Torhout (152 ha). De totale oppervlakte bedroeg 1090 ha en de gemeente telde bij de oprichting 2467 inwoners, voor het grootste deel afkomstig uit Zedelgem. Vanaf de stichting van de gemeente en de eerste samenstelling van de gemeenteraad in 1920 (die er kwam door het indienen van een enkele lijst en dus zonder verkiezingen), maakte van Zuylen er als raadslid deel van uit. Van 1932 tot 1938 werd hij burgemeester. Er ontstond toen wel enige politieke spanning en voor de verkiezingen van 1938 werd, naast de lijst 'Gemeentebelangen' een 'Lijst Jonkheere' ingediend. Die lijst had succes en kreeg 52 procent van de stemmen, zodat de lijst van burgemeester Van Zuylen met 42 procent en vier zetels naar de oppositie werd verwezen. De lijst Jonckheere behaalde, met vijf zetels, de meerderheid en vanaf 1939 werd Henri Vandaele, verkozen op die lijst, burgemeester. Van Zuylen bleef gemeenteraadslid als lid van de oppositie.
Hij had zich nochtans als burgemeester volks gedragen. Hij was onder meer erevoorzitter geworden van de actieve lokale schuttersgilde De Vrijschutters, die als prijs bij de schietingen steeds borden uitreikte die hij schonk en waarop het wapen van de Van Zuylens stond afgebeeld. Over hem schreef het Burgerwelzijn, naar aanleiding van een in Veldegem gehouden wielerkoers Burgemeester Raoul van Zuylen van Nyevelt doet door zijn gemoedelijk gedoe eerder denken aan een geestdriftigen sportliefhebber dan aan een hoogstaanden edelman. Het belette niet dat hij twee maanden na die lofbetuiging de verkiezingen verloor.
Tijdens de Tweede Wereldoorlog was Van Zuylen politiek niet actief. De gemeente werd toen bestuurd door burgemeester Vandaele en een of twee schepenen. Hoewel de gemeente in september 1944 werd bevrijd en de gemeenteraad vanaf 20 oktober weer regelmatig werd bijeengeroepen, kwam van Zuylen pas op de zitting van 13 april 1945 voor het eerst weer opdagen. 
Op 15 juni 1945 schorste de minister van Binnenlandse Zaken voor zes maanden Henri Vandaele die tijdens de oorlog burgemeester was gebleven. Hij bleef als raadslid zetelen en weldra opnieuw als burgemeester. Hij voerde bij de verkiezingen van 1946 een eigen lijst aan, maar werd niet meer verkozen en verdween derhalve uit de gemeentepolitiek. Oorlogsschepen Jozef Janssens werd nog in 1946 geschorst en kwam slechts een legislatuur later weer terug in de gemeenteraad, verkozen op de lijst van burgemeester Van Zuylen.
In augustus 1945 werd August Keirsebilck dienstdoende burgemeester en baron van Zuylen dienstdoende schepen. In de zitting van 4 december 1945 besliste de gemeenteraad, op voorstel van Keirsebilck en Van Zuylen dat aan de raadsleden met 25 jaar dienst (oorlogsjaren inbegrepen) een straatnaam werd gewijd. De straatnaam Gravier van ’t Klooster werd de Van Zuylenlaan.
Bij de gemeenteverkiezingen van 24 november 1946 werd de lijst Gemeentebelangen de winnaar, ondanks het feit dat nog vier andere lijsten zich aandienden. Ze behaalde vijf zetels op negen en kon zo het schepencollege vormen. Hoewel hij pas tweede op de lijst stond, was Raoul van Zuylen de grootste stemmentrekker. Hij werd burgemeester en bleef het tot aan zijn dood. Aangezien de populaire Jozef Janssens door zijn schorsing zich geen kandidaat kon stellen vaardigde hij zijn vrouw Prudence Ryheul af. Met een groot aantal voorkeursstemmen werd ze als eerste vrouwelijk gemeenteraadslid van Veldegem verkozen.
Op zondag 22 juni 1947 werd van Zuylen plechtig ingehuldigd. In de namiddag trok een huldestoet door de gemeente, waar een dertigtal praalwagens en een twintigtal gekostumeerde groepen aan deelnamen. Alles wat de gemeente telde aan ruiters, schoolkinderen en muziekkorpsen stapte mee op. 's Avonds werden muziekconcerten gehouden en werd het feest afgesloten met een vuurwerk dat door de burgemeester als dank aan de bevolking werd aangeboden.

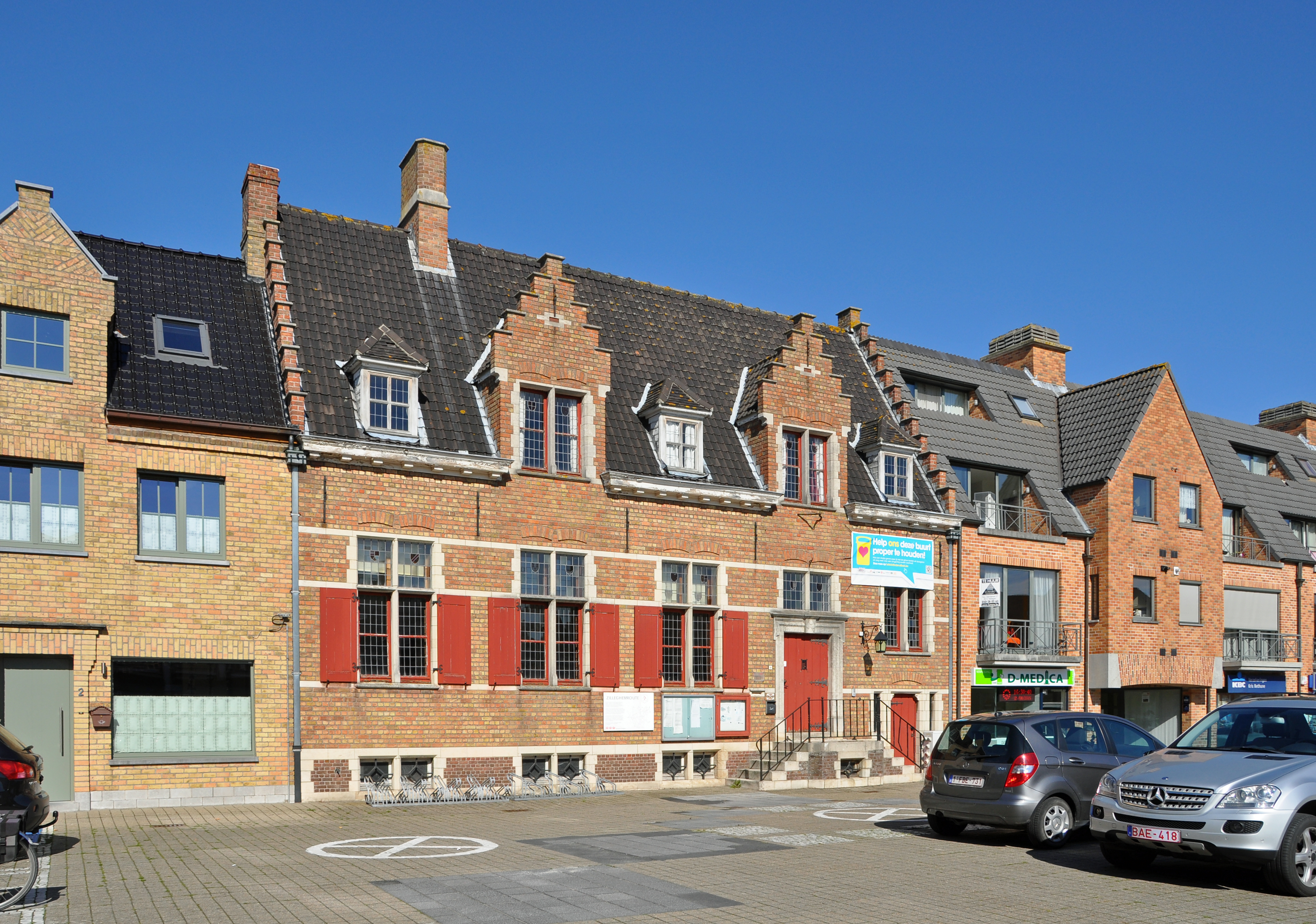
Het gemeentehuis van Veldegem, omringd door minder geslaagde bouwwerken

Van Zuylen liet vanaf 1952 op het nieuw aangelegde Marktplein, een gemeentehuis bouwen naar een ontwerp van de Brugse architect Jos Priem. Het werd een statig gebouw, geïnspireerd door plaatselijke voorbeelden, in historiserende 'Brugse' stijl, dat zelfs in een grotere gemeente of stad niet zou hebben misstaan. Het was afgewerkt in 1957. Hij spande zich ook in voor de verbetering van de elektriciteitsvoorziening en van het wegennet.
Bij de verkiezingen van 1952 haalde Van Zuylens Gemeentebelangen het met negen zetels en 75 procent van de stemmen. De socialisten haalden twee zetels en de lijst Jonckheere geen enkele. In 1958 behield de lijst aangevoerd door Van Zuylen haar meerderheid, maar ditmaal waren er opnieuw vier lijsten en werd zijn meerderheid gereduceerd tot zes zetels op elf. Het plaatselijk ACW trad met een eigen lijst aan onder de naam Kristelijke sociale organisaties en behaalde vijf zetels. Ze werd aangevoerd door het van de burgemeesterslijst afgevoerde raadslid Devlieghere. In die jaren liet Van Zuylen een sportterrein aankopen en een nieuw kerkhof aanleggen. Gedurende korte of zelfs een paar langere perioden was hij wegens ziekte afwezig. 
Na zijn overlijden werd hij in 1963 opgevolgd door zijn schepenen Jozef Janssens (1963-1969) en Henri Beselaere (1969-1971), die bij de verkiezingen van 1964 de meerderheid behielden. Bij de gemeenteverkiezingen van 1970 behaalde de lijst Vernieuwing, met 37 procent, voldoende zetels om in een coalitie te treden met de ene verkozene van de ACW-lijst en de Gemeentebelangen naar de oppositie te verwijzen. De lijsttrekker van de lijst Vernieuwing, Roger Vandierendonck, werd burgemeester en was meteen de laatste in dit ambt voor de zelfstandige gemeente Veldegem, die op 31 december 1976 ophield te bestaan.
Zijn erfgename was zijn nicht Myriam de Potter de ten Broeck (1922-1987), die getrouwd was met Alain d'Udekem d'Acoz (1920-2015). Ze bewoonden het kasteel Hoogveld, tot ze in 1982 het domein verkochten.